# Operatie PBSUCCESS

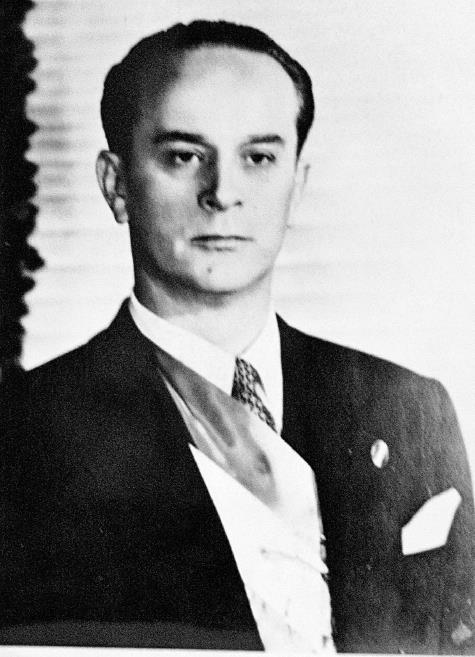
Jacobo Árbenz (foto 1951).

Operatie PBSUCCESS was een door de CIA georganiseerde staatsgreep in Guatemala die in 1954 de democratisch gekozen regering van Jacobo Árbenz Guzmán uit het zadel stootte.
Árbenz was in 1951 tot president gekozen op een sociaaldemocratisch programma. Zijn landhervormingen stuitten in de Verenigde Staten en bij de Guatemalteekse elite op veel weerstand. Daarnaast stond hij de communistische partij toe, waardoor de VS vreesde dat Guatemala binnen de invloedssfeer van de Sovjet-Unie zou vallen. Tot slot zou hij te innige banden hebben met de Costa Ricaanse president José Figueres, die vanwege zijn democratiseringsagenda in Washington als 'communist' te boek stond.
De aanleiding van de coup was "decreet 900". Met dit decreet kon de Arbenz regering stukken braakliggend land van de United Fruit Company onteigenen.   
De CIA trainde in allerijl een 'bevrijdingsleger' in Nicaragua. Onder leiding van Carlos Castillo Armas viel dit legertje op 18 juni Guatemala binnen. Hoewel het slechts 480 man telde, wist de CIA door het regelen van Amerikaanse luchtsteun de indruk van een georganiseerde invasie te wekken en keerde het Guatemalteekse officierskorps zich tegen de regering.
Op 27 juni werd Árbenz gedwongen om af te treden. Zijn democratische regering werd vervangen door een junta onder leiding van Castillo Armas. De dictatuur en de burgeroorlog die hierdoor ontstonden kostten aan 200.000 Guatemalteken het leven.
Om de staatsgreep met terugwerkende kracht te kunnen rechtvaardigen, ontplooide de CIA na afloop de operatie PBHISTORY, die bewijsmateriaal voor een dreigende communistische machtsovername moest verzamelen, maar daar niet in slaagde. De VS zouden zich nog decennia lang mengen in Guatemalteekse interne aangelegenheden.
Binnen de CIA werd Operatie PBSUCCESS beschouwd als het schoolvoorbeeld van een goed uitgevoerde actie. Critici van het Amerikaanse buitenlandse beleid beschouwen Operatie PBSUCCESS als een schoolvoorbeeld van Amerika's gebrek aan respect voor mensenrechten en democratie.